# Amy Kortenaer
Amy Kortenaer is een personage uit de Nederlandse soapserie Goede tijden, slechte tijden. Ze is de dochter van Isabella Kortenaer en Ludo Sanders. Amy Kortenaer is sinds 4 juli 2016 ook een personage in de spin-off van GTST, Nieuwe Tijden.

## Algemeen

### Seizoen 14 t/m 22
Het personage Amy werd offscreen tussen 3 oktober 2003 en 20 februari 2004 geboren. Amy werd op 25 oktober 2004 al één jaar en werd sinds 22 oktober 2004 door verschillende baby's gespeeld. Door het vertrek van Victoria Koblenko als Isabella Kortenaer kwam er op 21 juni 2005 ook een einde aan Amy in de serie. Op 9, 12, 13 februari en 20 juni 2007 deed de toen tienjarige Julia Batelaan mee als "Amy" in de vorm van een goed geweten van Ludo. Ludo droomde over haar en maakte zodoende niet echt haar entree. Batelaan werd gecast vanwege haar rode lokken, die haar karakteriseerde omdat haar moeder dat ook had. Vanaf april 2010 werd Batelaan wederom gecast als Amy, nadat Koblenko aangaf tijdelijk de rol van Isabella weer te spelen. Batelaan was een half jaar te zien als Amy, maar werd in oktober gerecast door Naomi van Es. Batelaan zou voor haar leeftijd te veel hebben gewerkt en mocht geen werkdagen meer maken, Van Es speelde ook ruim een half jaar in soap en moest in verband met dezelfde redenen als Batelaan stoppen met de rol. Amy werd toen tijdje offscreen gehouden, maar vanaf januari 2012 werd wederom Batelaan gecast als Amy. De schrijvers besloten daarom een goed verhaallijn te maken om Amy uit de serie te schrijven, om zo geen problemen te hebben met het aantal werkdagen en de vraag waar Amy precies is.

### Recasting (seizoen 26 en verder)
In 2016 maakt Holly Mae Brood haar entree als een volwassen Amy. Brood werd gecast op haar uiterlijk dat meer paste bij Erik de Vogel en Marly van der Velden. Brood maakt als Amy haar entree op 28 april 2016 om vervolgens na de zomerstop een hoofdrol te spelen in de Goede tijden, slechte tijden-spin-off Nieuwe Tijden. Op 27 en 28 december van datzelfde jaar kwam Brood weer even terug in Goede tijden, slechte tijden. Ook had Brood een eenmalig gastoptreden als Amy in de afleveringen van 5 juli en 6, 13 en 14 september 2017.
Brood speelde in het derde seizoen van Nieuwe Tijden aanzienlijke in minder afleveringen dan in de eerste twee seizoenen. Brood was tijdens de opnames van het derde seizoen ook druk met de films All You Need Is Love en Vals.

## Geschiedenis

### Geboorte
Amy is geboren op 25 oktober 2003 (in 2012 verouderd naar 15 jaar) in een psychiatrische inrichting nadat Amy's vader Ludo haar moeder Isabella in een inrichting had geplaatst. Alleen dankzij de medicijnen die Isabella slikte, geloofde ze dat Amy overleden was.
Amy's opa Carel Kortenaer gebruikte die leugen om Amy van Isabella weg te houden omdat hij bang was dat zij het niet aan kon. Maar na het overlijden van Carel komt Isabella weer in contact met Amy dankzij Carels personal assistent Suzanne Jacobs.
Maar de hereniging duurt niet lang als Amy en Suzanne ontvoerd worden door Suzannes voormalige pooier Martin. Met hulp van Ludo, die niet eens weet dat dochter Amy bestaat, sporen ze Amy en Suzanne op. Hierna moet Isabella wel zeggen dat Ludo de vader van Amy is.
Maar na de terugkomst van Ludo's andere dochter Nina, die Isabella in het verleden ontvoerd heeft, voelt Isabella zich niet meer veilig. Daarom besluit ze samen met Suzanne de dood van Amy en haar in scène te zetten om zo te vluchten.
Ludo denkt al deze jaren dat ze dood is, we zien Amy alleen als personificatie van zijn geweten. Amy zelf reist met Isabella de hele wereld over als vlucht voor Ludo.

### Terugkeer als kind
Als Amy hoort dat haar vader in Meerdijk woont, loopt ze weg. Isabella is bang dat Amy naar Ludo zal gaan en schakelt de hulp van oude vriendin Charlie in. Maar als Amy in het zicht van Ludo naar haar vader vraagt, en Isabella haar wegsleurt, wordt ze herkend. Vanaf dat moment doet Ludo alles om Amy bij hem te laten wonen. Dankzij zijn vrouw Janine doet hij redelijk rustig aan, waardoor Isabella hem langzaam aan gaat vertrouwen.
Vlak voordat Isabella stierf, heeft ze de voogdijpapieren getekend. Ze dacht dat ze hiermee Ludo als vader en voogd erkende, maar het was de advocaat van Maxime. Hierdoor is Maxime niet alleen Amy's tante maar ook haar voogd. Ze heeft nog wel contact met Ludo. Ondertussen heeft Maxime een relatie met Danny de Jong die ook bij haar woont. Ludo ergert zich verschillende keren aan hem omdat Danny Amy bij hem wil weghouden wanneer Maxime in Suriname zit met Nina.
Als Maxime failliet is, gaat ze bij Ludo wonen. Hier begint ze na verloop van tijd Nina te stalken omdat zij zich minderwaardig voelt, en merkt dat Nina alle aandacht krijgt. Ze probeert Nina voor gek te laten verklaren door haar hinderlijk te stalken, maar als dat niet lijkt te werken geeft ze zichzelf toe dat ze 'doorvecht tot het einde van Nina'. Uiteindelijk wordt ze betrapt en gearresteerd voor poging tot moord. Ook haar vriendje Niels komt in handen van de politie.
Amy Kortenaer nam wraak op haar zus Nina Sanders omdat ze vond dat Ludo haar te veel aandacht gaf. Amy en Niels bonden Nina vast in een stal. Amy had een touw om Nina's handen gebonden en ze had ook een doek om haar mond gebonden zodat ze niet kon praten. Amy gooide benzine in de stal en stak het aan. Amy ging weg en Mike haalde Nina uit de stal. Uiteindelijk moest Amy hiervoor naar een psychiatrische inrichting.

### Terugkeer
Als Ludo Sanders opeens post ontvangt uit de kliniek, is hij verbaasd: In de brief staat dat Amy vrijkomt. In de Meerdijk-app werd duidelijk dat Amy een vlogger is geworden.

### Toekomst
Amy is een vlogger & blogger geworden. Ze houdt van mode. Laura Selmhorst biedt haar een opleiding aan in Londen. Ze ziet dit wel zitten, maar Sil Selmhorst heeft een andere mening. Sil wil graag op kamers in Utrecht. Hij vraagt haar om mee te gaan. Sindsdien is het personage vertrokken uit de serie en was zij te zien in de serie Nieuwe Tijden, die tevens door de makers van Goede tijden, slechte tijden werd gemaakt, totdat deze stopte op 31 augustus 2018. Bij de stop van Nieuwe Tijden heeft Amy een relatie gekregen met Sil Selmhorst.